# Cretoxyrhina mantelli
Cretoxyrhina mantelli és una espècie extinta de tauró lamniforme que va viure en el Cretaci superior, fa 80 milions d'anys. Arribava a mesurar fins a 7 metres de llarg. La seva aparença era la d'un tauró de gran mida. S'alimentava de qualsevol cosa que tingués a prop, és a dir, era oportunista.